# Biblia angevina

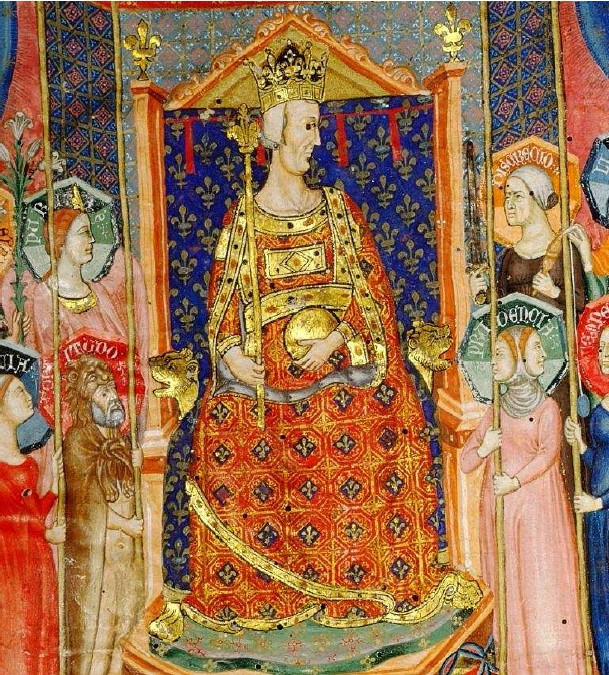
Christophoro di Orimina, detalle del panel izquierdo del díptico de apertura de la Biblia de Anjou, que representa a Robert I

La llamada Biblia angevina,  Biblia de Anjou o Biblia de Nápoles es un manuscrito excepcional ricamente decorado, con un gran número de iluminaciones. Fue realizado por el taller de Christopher Orimin.hacia el año 1340 por encargo del rey Robert de Nápoles, también conocido como Robert I de Anjou, que lo dedicó a su nieta Juana.
La biblia consta de 344 hojas con dos miniaturas de página entera y más de 80 miniaturas más pequeñas e iniciales historiadas . La obra se considera una obra maestra del arte en miniatura italiano del siglo XIV.
Este precioso manuscrito está en posesión de la Iglesia católica belga, se conserva en la biblioteca de la Facultad de Teología (Biblioteca Maurits Sabbe, Hs 1) de la Universidad Católica de Lovaina . El 10 de marzo de 2008 fue incluido en la lista del patrimonio cultural mueble de la Comunidad Flamenca.
En la literatura más antigua, esta obra se conoce a menudo como la Biblia de Malinas, haciendo referencia a su antiguo depósito en el Seminario Mayor de Malinas .

## Descripción

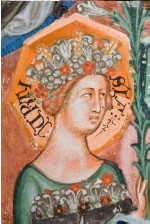
iluminación

La biblia mide 420 X 280 mm y contiene 344 folio de pergamino de cabra . Consta de cinco bifolios, pero existen algunas excepciones. El primero es un bifolium insertado posteriormente que es algo menor que los demás, el exterior se ha dejado en blanco y en el interior hay pintadas unas miniaturas de introducción a página completa. El segundo es un cuaternión, originalmente también era un quinión (formado por cinco bifolios), pero se ha eliminado un bifolio. El 19.º tramo es un cuaternión y el 33.º un trinión (un tramo formado por tres bifolios), pero están completos.